# Беркут-ВЛ
«Беркут-ВЛ» — российский лёгкий двухместный вертолёт соосной схемы производства компании ООО КБ «Беркут», город Тольятти. По состоянию на 2015 год проект заморожен.

## История
Первые работы по проекту двухместного соосного вертолёта «Беркут» Валентин Малкин, как главный конструктор и автор проекта, начал в 2007 году. Мировой рынок лёгких вертолётов представлен в основном вертолётами классической одновинтовой схемы с рулевым винтом. На их фоне соосная схема кроме новизны, обладает рядом других конкурентных преимуществ — высокий КПД несущего винта, отсутствие рулевого винта, компактность, удобство пилотирования, меньший уровень вибраций, и т. д.
К проекту подключился «Фонд поддержки и развития авиации и космонавтики имени лётчика-космонавта СССР Титова Г. С.» и предприниматель, имеющий частный производственный бизнес в Москве. Для проведения работ по созданию опытных образцов соосного вертолёта, была зарегистрирована фирма ООО «Беркут».
Программа проекта «Беркут» ограничивалась сборкой двух опытных образцов вертолёта. В цехе имелось 5 участков — бытовой, складской, слесарный, композитный и сборочный. Где на композитном участке создавалась оснастка и осуществлялось изготовление всех композитных комплектующих, поступающих далее на сборочный участок. На сборочном участке производилась окончательная сборка вертолётов по мере поступления остальных комплектующих от подрядчиков.

В период эскизного проектирования по проекту «Беркут», рассматривались разные варианты силовой установки для вертолёта, в том числе Лайкоминг, Джабиру или конвертированный автомобильный двигатель аналогичной мощности. Встреча подрядчика, производившего спортивный тюнинг автомобильных двигателей ВАЗ, с московским руководством фирмы «Беркут», окончательно определила дальнейшую судьбу вертолёта — было принято «политическое» решение об установке на опытные экземпляры вертолётов форсированного автомобильного двигателя ВАЗ.
Со слов главного конструктора вертолёта, на его возражения такому решению, московское руководство отвечало — «стране нужен свой двигатель…». С подрядчиком было подписано соглашение на изготовление двух конвертированных двигателей максимальной мощностью 165 л. с. при неограниченной мощности 130 л. с. на 5100 об/мин. Для их создания он использовал двигатель от автомобиля ВАЗ «Калина», мощностью 82 л. с. с дальнейшим его форсированием. Двигатели получили название «Конвер-ВАЗ». При расчётной взлётной мощности вертолёта 147 л. с. (на 5800 об/мин), двигатель должен был иметь 11 % запаса мощности для ресурса и эксплуатации в жаркое время года. В конце 2010 года, двигатели поступили на сборочный участок фирмы «Беркут». Но при конфигурации двигателя согласно компоновке вертолёта (с короткими спаренными выхлопными коллекторами), двигатель выдавал максимальную мощность всего 132 л. с. при взлётной частоте вращения 5800 об/мин., и на этих оборотах имел большую неравномерность крутящего момента. Максимальной мощности изготовленного двигателя было недостаточно, не говоря уже о необходимости дополнительно иметь запас мощности для ресурса двигателя. Но к тому времени вертолёты были практически собраны, и что-то кардинально изменить в их конструкции было уже невозможно. С целью поднять мощность двигателя без изменения его оборотов, на вертолёте была изменена выхлопная система (установлена внешняя «банка» выхлопного коллектора). По итогам доработок, точная величина мощности двигателя осталась неизвестна.

Впоследствии подтвердилось отсутствие ресурса форсированного автомобильного двигателя. При подъёме вертолёта, после нескольких непродолжительных полётов, двигатель приходил в негодность. Форсированный автомобильный двигатель хорошо подходил для установки на спортивный автомобиль для участия в 3-4х гонках. Но совершенно не подходил для установки на вертолёт с высокими требованиями безопасной эксплуатации.
В феврале 2011 года взвешивание вертолёта показало, что «сухой вес» его конструкции составил 547 кг. Из них, вес композитных комплектующих составлял почти 150 кг, а вес остальных механических комплектующих 397 кг. Таким образом, с учётом «полезной» нагрузки, фактический взлётный вес первого собранного вертолёта был на 7,2 % больше его расчётного взлётного веса. Поднять весовое совершенство конструкции можно было как за счёт механических так и композитных комплектующих конструкции вертолёта. Это подтверждалось повторной выклейкой хвостовой балки, где её вес при отработанном тех. процессе изготовления, снижался на 28-30 %.
Не решаемой проблемой в конструкции вертолёта являлся мизерный ресурс форсированного автомобильного двигателя, который составлял 1,5—2,5 часа. Единственным решением вопроса являлась замена автомобильного двигателя, на авиационный двигатель Лайкоминга, или другой аналогичный авиационный мотор, на что требовались дополнительные финансовые средства. Важно понимать, что замена двигателя на вертолете приводит к изменению большей части узлов и деталей конструкции вертолета.
Конструкция вертолёта «Беркут» с рядным автомобильным двигателем отличается большой компактностью, так как двигатель располагается на вертолёте поперёк его продольной оси. Это потребовало установки между двигателем и редуктором несущего винта, двух угловых промежуточных редукторов. Но с учётом быстроходности автомобильного двигателя, промежуточные редуктора в итоге имели большую компактность и незначительный вес (меньше чем ременная передача на вертолёте R-22). Кроме того, центр тяжести автомобильного двигателя вместе с промежуточными редукторами, находился близко к общему центру тяжести всего вертолёта.
В случае установки на вертолёте малооборотного, оппозитного двигателя Лайкоминг, в продольном положении, компоновка моторного отсека кардинально менялась. Менялось передаточное отношение, схема и конструкция трансмиссии, менялась силовая подмоторная ферма.
Центр тяжести вертолёта смещался назад. Изменялась система управления. В итоге, для обеспечения допускаемой центровки и запасов по управлению, требовалось заметное изменение конструкции и пропорций элементов фюзеляжа вертолёта. Для чего, большинство деталей и почти всю оснастку по изготовлению комплектующих вертолёта, необходимо было так же, спроектировать и изготовить заново.
В 2011 году вертолёт впервые был продемонстрирован на выставках HeliRussia и МАКС-2011. Но несмотря на большой интерес к вертолёту, его тиражирование с форсированным автомобильным двигателем было бессмысленно, а на модификацию вертолёта под авиационный двигатель Лайкоминга O-360-j2A, уже не было финансовых средств.
Тем не менее, проектом заинтересовалось множество близких к московскому руководству лиц, что в итоге привело к конфликту интересов учредителей фирмы «Беркут». В результате главный конструктор ушёл из компании и учредил собственную фирму.
Уже в рамках новой фирмы, главным конструктором были проведены работы по модификации вертолёта «Беркут» с авиационным двигателем O-360-J2A. Данная модель получила название «ВМ-Круиз».
Продолжение работ по проекту вертолёта «Круиз» со взлётной массой 723 кг, и двигателем Лайкоминг, требовало заметно больших финансовых средств. Учитывая, что практически основным потребителем двухместного вертолёта являются не авиакомпании, а частные лица, для которых повышение курса доллара (в 2014 году), с учётом сложившихся цен на мировом рынке лёгких вертолётов — сдвинуло потребительский спрос в сторону техники с более скромным ценовым диапазоном. А также, учитывая что нормы более простой сертификации диктуют меньший взлётный вес вертолёта — реализация программы создания производства вертолётов «Круиз», была приостановлена. Параллельно проекту «Cruise», по заказу зарубежной компании, был разработан более дешёвый вариант двухместного вертолёта «Hunter» с аналогичной компоновочной архитектурой. Проект создания производства которого и был принят к дальнейшей реализации.

## Конструкция
Вертолёт «Беркут» имеет соосную схему, с двумя двухлопастными винтами противоположного вращения. Втулки несущих винтов имеют общий горизонтальный шарнир и осевые шарниры лопастей. Осевые шарниры имеют угол конусности 3 градуса от горизонта. Втулки НВ имеют центробежные ограничители маховых движений лопастей, встроенные внутрь осевых шарниров.
Лопасти несущих винтов имеют отрицательную крутку −10 град. и выполнены из стеклопластикового композита горячего отверждения. Профиль лопасти NACA-230. Высота профиля переменная по размаху лопасти. Конструкция лопасти имеет D-образный лонжерон с приклеенным хвостовым отсеком, заполненным пенопластом.
Передняя кромка лонжерона лопасти имеет вклеенные свинцово-композитные (трёхкомпонентные) противофлаттерные грузы с эффективной центровкой 23,5 %, расположенные на участке 0,6—1 R, по размаху лопасти. Для вертолёта разработана и реализована собственная система управления соосными винтами.
На систему управления получен патент № 120627 (правообладатель гл. конструктор Валентин Малкин). Кроме того, для управления отклонением нижнего автомата перекоса использовались элементы гибкой проводки управления (троса «тяни-толкай» германского производства фирмы «Дюра»). Фюзеляж вертолёта состоит из стеклопластиковой кабины, силовой фермы моторного отсека (МО) на лыжном шасси, стеклопластиковых капотов МО и стеклопластиковой хвостовой балки с Н-образным оперением.
Снизу силовая ферма закрыта стеклопластиковым обтекателем. Топливные баки из композита, размещены по бокам силовой фермы, под моторным отсеком. Кабина вертолёта двухместная, имеет большую площадь остекления и просторный салон с приборной консолью и спаренными органами управления. Компоновка моторного отсека отличается большой компактностью — автомобильный двигатель продольной схемы (с муфтой сцепления и демпфером крутильных колебаний) установлен поперёк продольной оси вертолёта. За двигателем находится модуль системы охлаждения состоящий из композитного корпуса со встроенными осевыми вентиляторами и радиаторами (жидкостного и масляного охлаждения).
Трансмиссия вертолёта имеет трёхступенчатую передачу (два промежуточных зубчато-угловых редуктора и соосный зубчатый редуктор несущего винта). Смазка редукторов барботажная. Между двумя промежуточными редукторами расположен промежуточный шлицевой вал с муфтой свободного хода. По концам промежуточного вала дополнительно установлены упругие муфты.

## Предполагаемые лётно-технические характеристики
Источник данных: АвиаПорт.Ru
|                                                                      | «Беркут-ВЛ»                | «КРУИЗ»                    |
| Технические характеристики                                           | Технические характеристики | Технические характеристики |
| -------------------------------------------------------------------- | -------------------------- | -------------------------- |
| Экипаж                                                               | 1                          | 1                          |
| Пассажировместимость                                                 | 1                          | 1                          |
| Ширина по шасси, м                                                   | 1,85                       | 1,85                       |
| Длина фюзеляжа, м                                                    | 5,1                        | 5,2                        |
| Диаметр несущего винта, м                                            | 6,75                       | 7,60                       |
| Высота, м                                                            | 2,83                       | 3,0                        |
| Площадь, ометаемая несущим винтом, м²                                | 35,80                      | 45,36                      |
| Полезная нагрузка, кг                                                | 230                        | 264                        |
| Масса пустого, кг                                                    | 480                        | 460                        |
| Нормальный взлётный вес, кг (для статического потолка 900 м и более) | 710                        | 724                        |
| Максимальный взлётный вес (с учётом экрана)                          | 780                        | 795                        |
| Двигатель                                                            | один                       | один                       |
| Двигатель                                                            | ВАЗ                        | Lycoming                   |
| Мощность, л.с.                                                       | 147                        | 150                        |
| Лётные характеристики                                                |                            |                            |
| Максимальная скорость, км/ч                                          | 174                        | 170                        |
| Практическая дальность, км                                           | 380/600                    | 460/810                    |
| Практический потолок, м                                              | 3600                       | 4000                       |
| Скороподъёмность, м/с                                                | 5,8                        | 5,3—7,0                    |

## Сравнение с аналогами
| Модель                | Страна    | Мощность, л. с. | Максимальная взлётная масса, кг | Максимальная скорость, км/ч | Дальность полёта, км | Цена, тысяч дол. США                         |
| --------------------- | --------- | --------------- | ------------------------------- | --------------------------- | -------------------- | -------------------------------------------- |
| ВМ-Круиз (Беркут-ВЛ)  | Россия    | 1 х 150         | 795                             | 170                         | 460/810              | 200                                          |
| Skyline SL-222        | Украина   | 2 х 90          | 637                             | 194                         | 550                  | 149                                          |
| Skyline SL-231        | Украина   | 1 х 210         | 882                             | 209                         | 600                  | 195                                          |
| АК1-3 «Слава»         | Украина   | 1 х 156         | 650                             | 186                         | 350                  | 150                                          |
| Safari 400            | Канада    | 1 х 180         | 725                             | 160                         | 400                  | 150 (цена набора для самостоятельной сборки) |
| Syton AH130           | Италия    | 1 х 130         | 580                             | 190                         | н/д                  | 247                                          |
| DF Helicopters DF334  | Италия    | 1 х 115         | 500                             | 150                         | 300                  | н/д                                          |
| CH-7 Kompress Charlie | Италия    | 1 х 115         | 450                             | 190                         | 480                  | 115 (цена набора для самостоятельной сборки) |
| Robinson R22          | США       | 1 х 131         | 635                             | 190                         | 385                  | 258                                          |
| Rotorway A600 Talon   | США       | 1 х 167         | 680                             | 185                         | 320                  | 98 (цена набора для самостоятельной сборки)  |
| Sikorsky S-300        | США       | 1 х 190         | 930                             | 176                         | 325                  | 350                                          |
| Eagle Helicycle       | США       | 1 х 150         | 386                             | 177                         | 257                  | 38.5                                         |
| Guimbal Cabri G2      | Франция   | 1 х 145         | 700                             | 185                         | 700                  | 375                                          |
| Cicaré CH-12          | Аргентина | 1 х 180         | 700                             | 205                         | н/д                  | н/д                                          |